# Majordom de palau
Majordom de palau (del llatí: maior domus: el més important o el principal de la casa, entenent que es parla de servidors) era l'intendent principal del rei durant el període merovingi.
Durant el regnat dels últims reis merovingis, detenien realment el poder polític, exercint la funció de "primer ministre", funció aquesta que es transmetia, amb freqüència, de pares a fills.

## Període merovingi
Al llarg de període merovingi apareix la família dels pipínids (descendents de Pipí de Landen, o Pipí el Vell), que dona pas al naixement de la dinastia carolíngia. El poder dels majordoms de palau va anar incrementant-se d'una manera contínua. En principi eren només servidors del rei i responsables del palau, però a partir del segle vii, de forma progressiva, van desenvolupar un verdader poder darrere del tron d'Austrasia, el sector nord-est del regne dels Francs sota la dinastia merovingia, pel que aquest ofici es va convertir en una aposta entre els aristòcrates i ràpidament va arribar a ser heretable en la família dels Carolingis.
Dagobert I, conscient de l'amenaça que aquests representaven, se separa del majordom Pipí de Landen i reprèn, personalment, el poder. Però quan mor, el regne recau definitivament a les mans dels majordoms pipinides. L'ascensió dels Pipinides no es va realitzar sense entrebancs i durant 20 anys, de 662 a 680, van ser expulsats del poder per la família de Vulfoald.
Ansegisel, pare de Pipí de Heristal va ser assassinat durant aquest període. Els sobirans descendents de Dagobert I, sovint molt joves i amb una esperança de vida molt curta, no podien regnar sense l'ajuda dels majordoms de palau. Aquests van aprofitar la situació per augmentar el seu poder i dirigir el país reemplaçant els sobirans: ells nomenaven els bisbes, els comtes i els ducs, firmaven els acords amb els països veïns, decidien i mantenien les campanyes militars. Els majordoms de palau van teixir, per al seu profit, una xarxa de fidelitats basades en els dots i les aliances matrimonials.
En definitiva, el sobirà no tenia cap funció, d'allà el nom de reis mandrosos que s'atribuïa als sobirans descendents de Dagobert I. (Encara que s'ha de relativitzar aquesta expressió de "reis mandrosos". En efecte, la dinastia carolingia, tan aviat com va arribar definitivament al poder, es va dedicar a denigrar l'antiga dinastia merovingia per tal de legitimar el seu cop d'estat). Ells (els carolingis) disposaven del prestigi i de la legitimitat de la seva dinastia. Els altres (els merovingis) a la seva sang reial.
L'últim rei merovingi Khilderic III, va ser tancat en un monestir per Pipí I el Breu en 751. Pipí demana al Papa Zacaries que el reconegui com a sobirà del regne franc. Es tracta d'una usurpació i d'un cop d'Estat, legitimat pels historiadors de la dinastia carolíngia, en particular per Eginhard. Pipí és proclamat rei en 751, més tard és consagrat a Sant Denís en 754. D'aquesta manera neix la dinastia carolingia. El seu fill Carlemany, va assumir fins i tot un major poder que el seu pare en ser coronat com a emperador del Sacre Imperi Romanogermànic, convertint-se en una de les més grans figures en la història de França i Alemanya.
A la història es troben nombrosos casos d'usurpació de poder a una dinastia per part de servents seu. Els més coneguts, perquè es van instal·lar durant un llarg període, com en el cas dels Pipinides, són els Peshawa, dels Marathas i els Shogun del Japó.

## Principals majordoms de palau
Austràsia
- Radon majordom de palau a Austràsia (614).
- Grimoald I, majordom de palau d'Austràsia expulsat el (662).
- Vulfoald, majordom de palau d'Austràsia (662-680) i de Nèustria (673-675).
- Pipí de Landen, majordom de palau sota el regnat de Dagobert I (623-640) va ser exclòs per rebaixar les seves pretensions en 640, però després de la mort de Dagobert, recobra la seva funció a petició de la regenta del regne.
- Otó, majordom de palau d'Austràsia en (640-643).
- Pipí d'Heristal o d'Herstal, anomenat també Pipí el Jove (16 de desembre (635, Jupille -714), nebot de Grimald, majordom dels palaus d'Austràsia, Nèustria i Borgonya.
- Carles Martell (cap a 676, Quierzy-sur-Oise), fill de Pipí de Heristal, majordom de palau d'Austràsia i de Nèustria, duc de França (737-741).

Regne de Borgonya
- Garnier, ambaixador de l'Imperi Romà d'Orient cap a 570, després majordom de palau.
- Pipí d'Heristal, cridat Pipí el Jove (16 de desembre 635 - Jupille (Bèlgica), 714), nebot de Grimald, majordom del palau d'Austràsia, Neústria i Borgonya.
- Pipí el Breu (cap a 715 a Jupille (Bèlgica) 14 de setembre de 768 a Sant Denis), fill de Carles Martell, majordom de palau de Nèustria, Borgonya i Provença, rei de Nèustria (751-768) rei de França (751).

Nèustria
- Gundeland (613/616-639)
- Erquinoald (641-658).
- Ebroí 658-673 i 675 - ? 680.
- Vulfoald, majordom de palau d'Austràsia (662-680) i de Nèustria (673-675).
- Leudesi nomenat després de Vulfoald, és ràpidament expulsat del poder per Ébroïn a la seva tornada de l'exili.
- Warattó (680 - ? 686), deposat, per un temps, pel seu fill.
- Gislemar, fill de l'anterior, va enderrocar el seu pare en 684, i va morir poc després.
- Bercari gendre de Warattó 686 -687.
- Pipí d'Heristal, cridat Pipí el Jove (16 de desembre 635 (Jupille, Bèlgica)-714). Nebot de Grimald, majorodom de palau d'Austràsia, Nèustria i Borgonya.
- Ragenfrid, majordom de palau de 715 a 717.
- Pipí el Breu (~715, Jupille - 14 de setembre 768 a Sant Denis), fill de Carles Martell, majordom de palau de Nèustria, Borgonya i Provença, rei de Nèustria (751-768), rei de França (751).

Regne de Provença
- Pipí el Breu (~715, Jupille - 768, Sant Denis), fill de Carles Martell, majordom de palau de Neústria, Borgonya i Provença, rei de Nèutria (751-768), rei de França (751).